# ترکیبات هلیوم

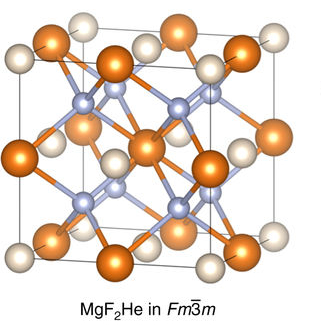
ساختار کریستالی ترکیب فرضی MgF2He. هلیوم به رنگ سفید، منیزیم به رنگ نارنجی و فلورین به رنگ آبی

هلیوم یکی از غیرفعال‌ترین عناصر است، بنابراین معمولاً باور بر این بود که ترکیبات هلیوم به هیچ وجه وجود ندارد. اولین انرژی یونیزاسیون هلیوم از ۲۴٫۵۷ الکترون ولت بالاترین عنصر است. لایه الکترونی هلیوم  کامل است و در این شکل اتم هیچ الکترون اضافی را نمی‌پذیرد یا برای ساختن ترکیبات کووالانسی به هر چیزی لایه‌ای خالی نیست. میل ترکیبی الکترون ۰٫۰۸۰ الکترون ولت است، که بسیار نزدیک به صفر است. اتم هلیوم با شعاع لایه الکترون بیرونی در ۰٫۲۹ انگستروم بسیار کوچک است. اتم با سختی پیرسون ۱۲٫۳ الکترون ولت بسیار سخت است کمترین میزان قطبش در هر نوع اتم را دارد. با این حال نیروهای بسیار ضعیف ون در والس بین هلیوم و سایر اتم‌ها وجود دارد. این نیرو ممکن است از نیروهای دافع فراتر رود؛ بنابراین در دماهای بسیار پایین هلیوم ممکن است مولکول‌های وان در والسی را تشکیل دهد.

## فازهای جامد شناخته شده
بیشتر ترکیبات جامد هلیوم با سایر مواد نیاز به فشار زیاد دارند. هلیوم با سایر اتمها پیوند ندارد، اما این مواد می‌توانند ساختار بلوری خوبی داشته باشند.
- دی‌اکسید سدیم
- سیلیکات
- ترکیب هلیوم آرسنولیت
- پروسکایت‌ها
- فولرایت‌ها
- اندوهدرال